# Tekmovanje iz znanja geografije
Tekmovanje iz znanja geografije je nacionalno šolsko tekmovanje. V njem lahko sodelujejo učenci osnovnih in dijaki srednjih šol. Razvrščeni so v 4 kategorije: učenci 6. in 7. razreda, učenci 8. in 9. razreda, dijaki strokovnih šol ter dijaki splošnih in klasičnih gimnazij. Organizator tekmovanja je Zavod Republike Slovenije za šolstvo. 
Prvo tekmovanje je potekalo v šolskem letu 1995/96 na pobudo šolske komisije Mednarodne geografske zveze IGU/UGI, ki je poleti leta 1996 organizirala 1. Mednarodno geografsko olimpijado v Haagu, na kateri so sodelovale Belgija, Nemčija, Nizozemska, Poljska in Slovenija.
Tekmovanje poteka na treh ravneh: šolski, območni in državni. Najboljši posamezniki imajo pravico nastopiti na Svetovni geografski olimpijadi ali Geografski olimpijadi Jugovzhodne Evrope. Mednarodna tekmovanja  sestavljajo tri discipline: geografske problemske naloge, geografski kviz in poročilo o terenski raziskavi. Disciplini nacionalnega tekmovanje sta poročilo o terenski raziskavi in geografski test na osnovi literature, ki se predpiše za vsako šolsko leto. Končni rezultat določa seštevek disciplin.